# Micronia semifasciata
Micronia semifasciata är en fjärilsart som beskrevs av Paul Mabille 1879. Micronia semifasciata ingår i släktet Micronia och familjen Uraniidae. Inga underarter finns listade i Catalogue of Life.